# Las Vegas Springs Preserve
Las Vegas Springs Preserve est une réserve naturelle touristique de 73 hectares listée au Registre national des lieux historiques des États-Unis depuis 1978 à environ 5 km à l'ouest de Las Vegas dans l'état du Nevada.

## Historique
La réserve est composée de désert, de jardins botaniques, de sentiers de randonnée, de musées, de galeries d'expositions, d'un théâtre ...  

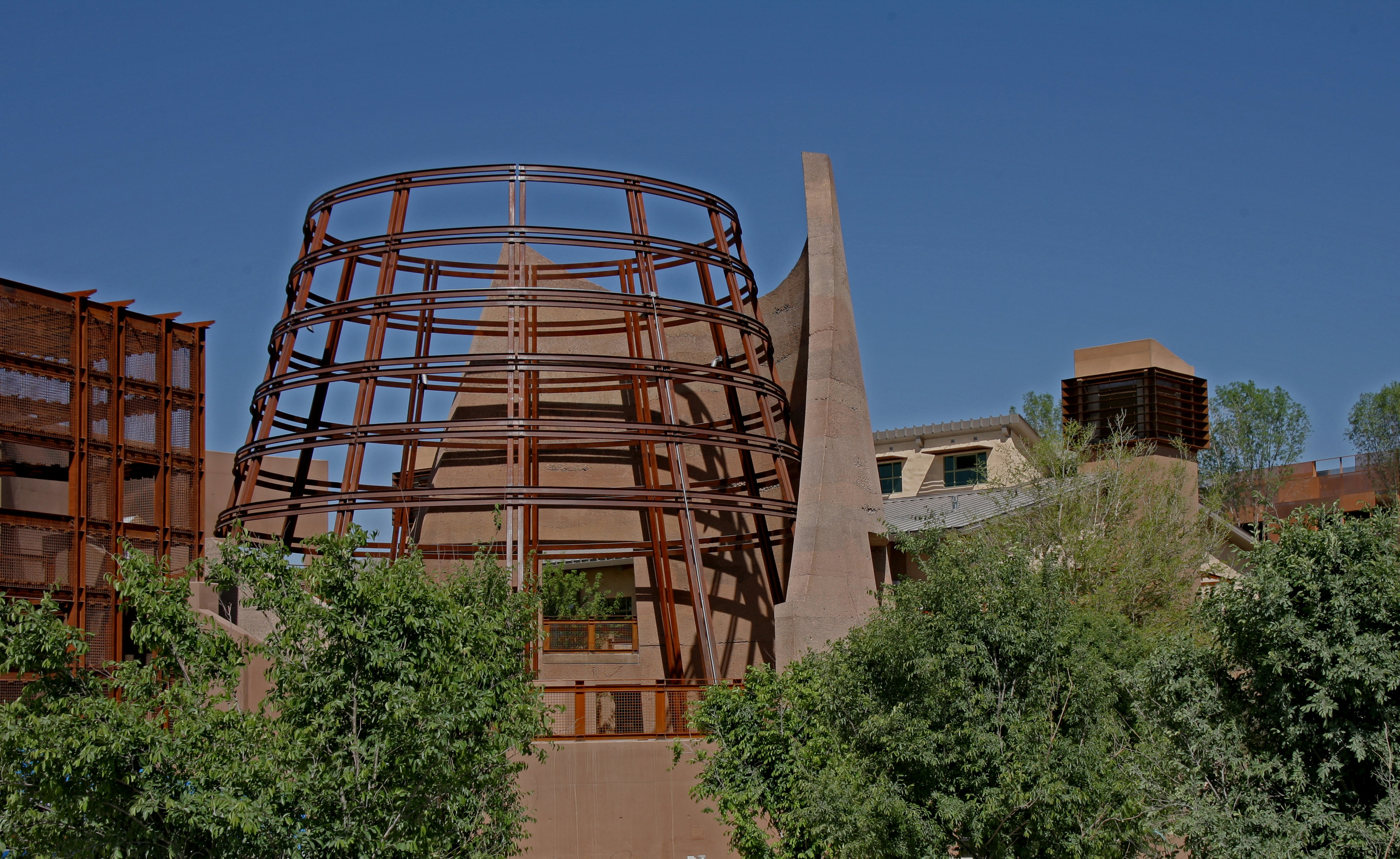
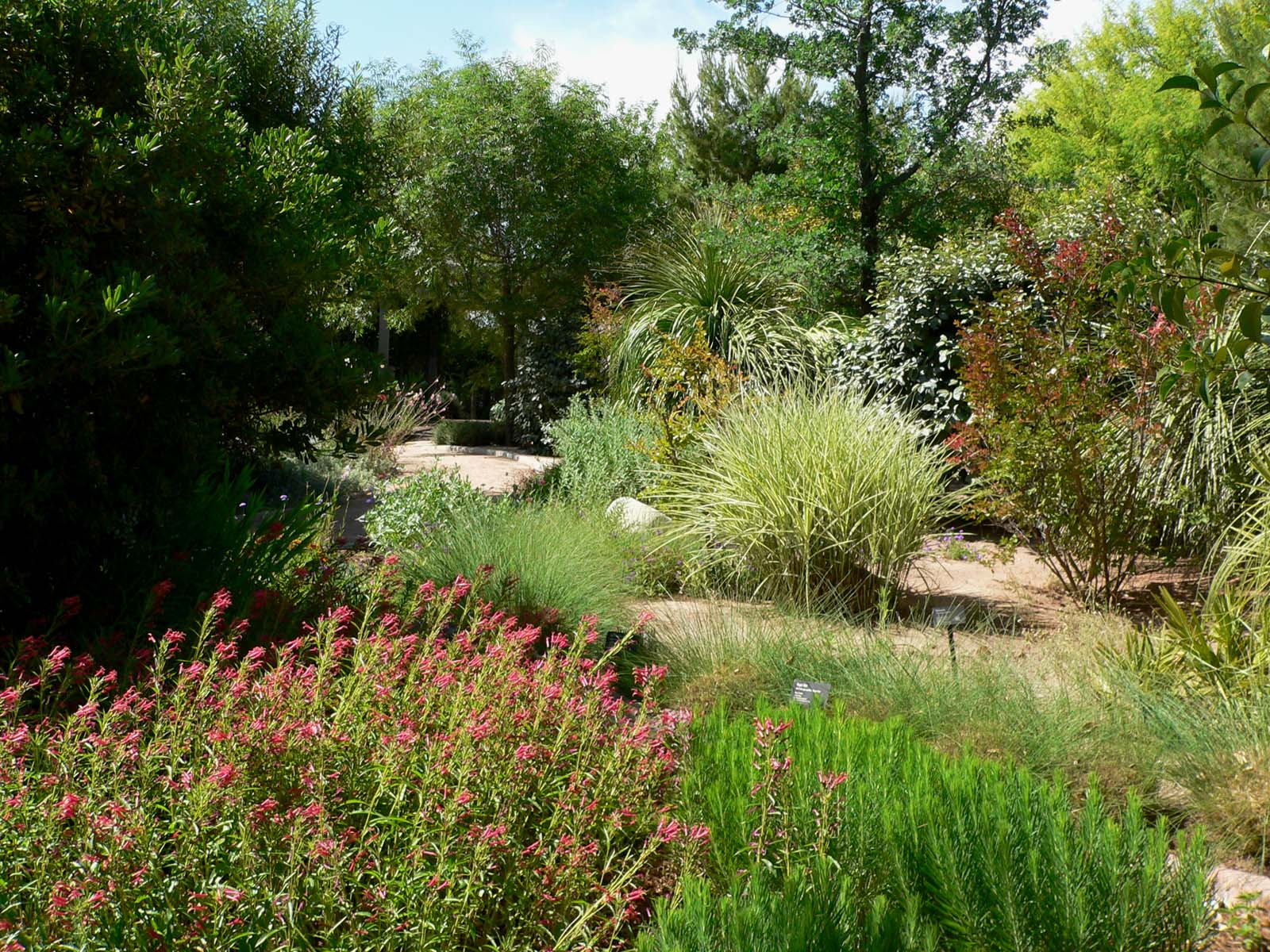
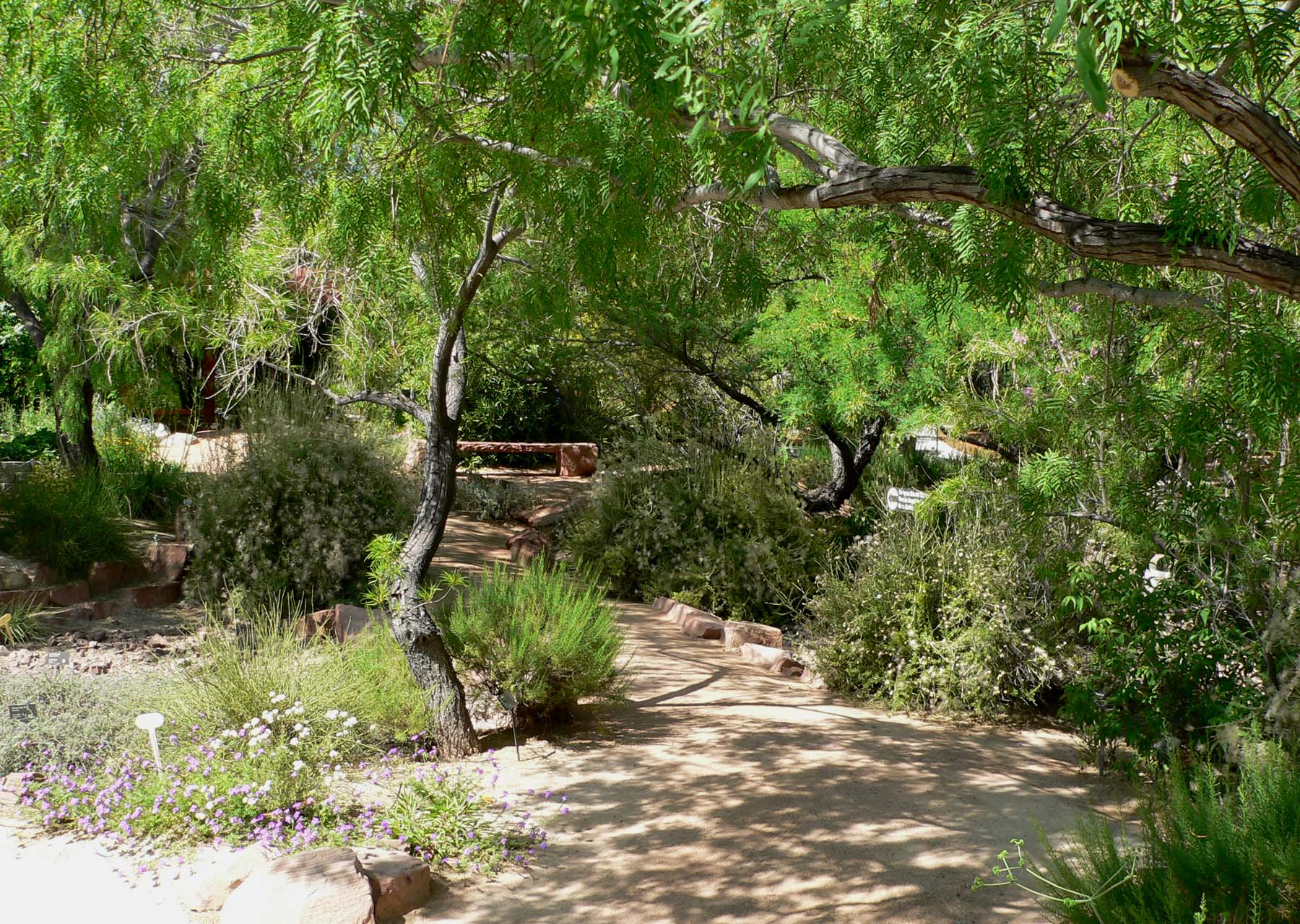
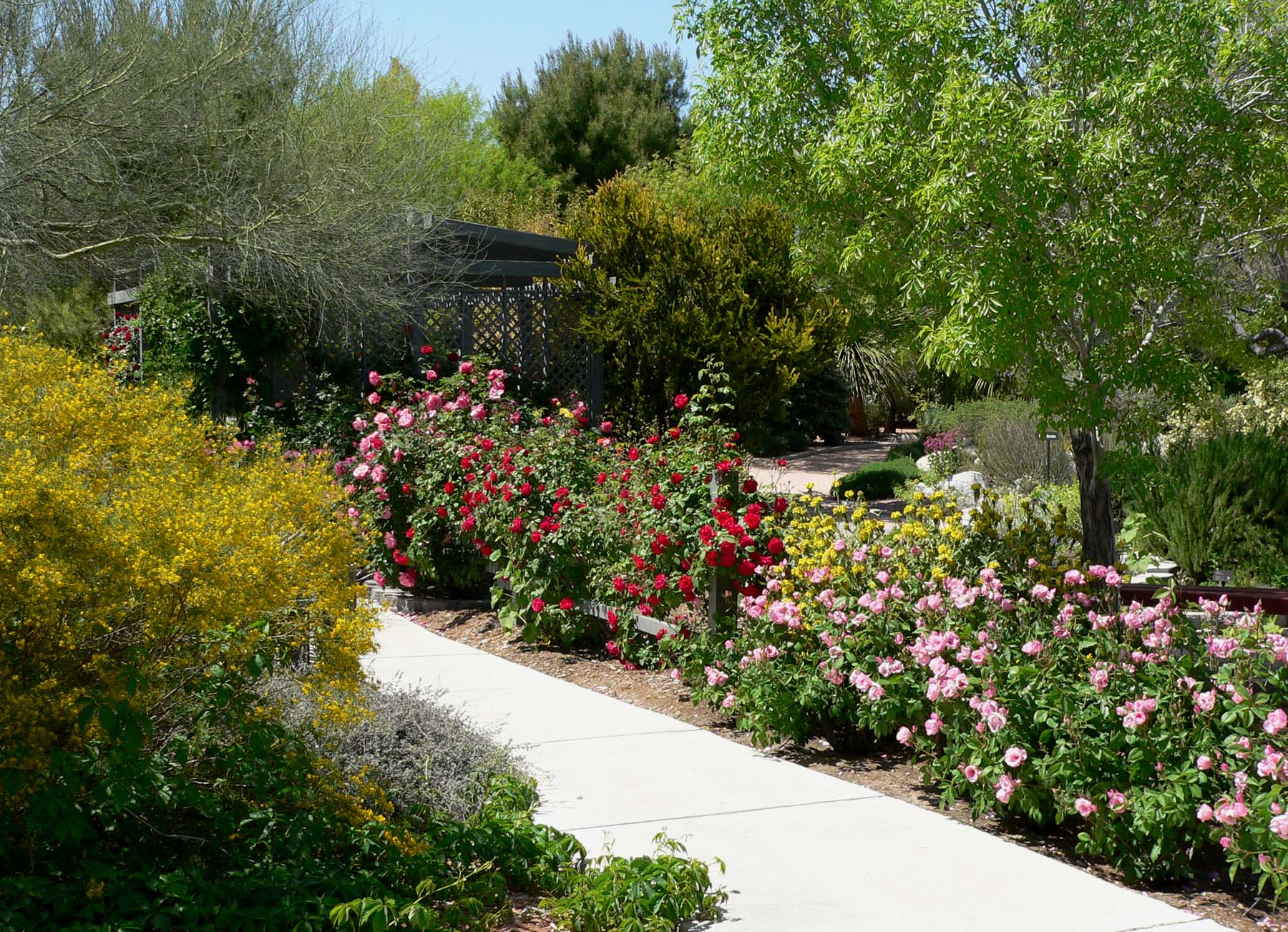